# Duvelleroy
La maison Duvelleroy est une maison d’éventails et de maroquinerie fondée à Paris en 1827 par Jean-Pierre Duvelleroy. Fournisseur de toutes les cours, elle était installée au 15 rue de la Paix. C’est une des rares maisons d’éventaillistes à avoir subsisté en France après la Seconde Guerre mondiale. En 2010, Raphaëlle de Panafieu et Eloïse Gilles (Didier Scapel) reprennent la production par le biais d'une SARL. 

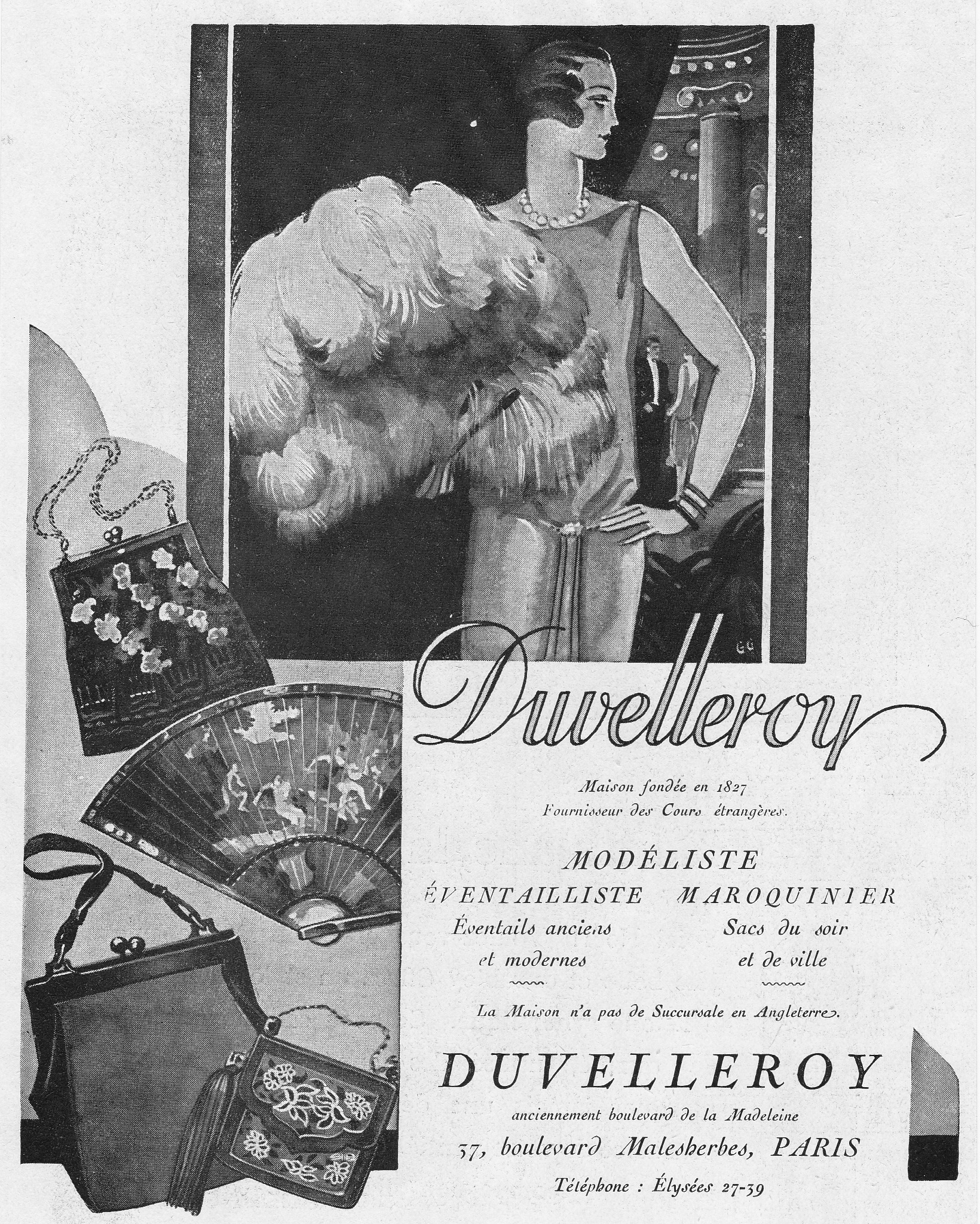
Catalogue DUVELLEROY de 1928, éventailliste et maroquinier

## Histoire

### Fondation à Paris, en 1827
Autrefois capitale de l’éventaillerie, Paris ne compte en 1827 guère plus de quinze fabricants. Cette année-là, un homme décide pourtant d’y établir sa propre maison d’éventails. À 25 ans, Jean-Pierre Duvelleroy est en effet persuadé que cet accessoire devenu désuet après la Révolution française va connaître un nouvel essor. La demande d’éventails en Amérique latine, premier marché d’export pour les fabricants français, l’aide à débuter.

### Le bal de la duchesse de Berry: une danse relance l’éventail
Deux ans plus tard, un événement va lui porter chance. Il s’agit d’un bal donné par la duchesse de Berry aux Tuileries, en mars 1829 ; les femmes y dansent le quadrille de Marie Stuart, parées d’un éventail. Un simple bal et c’est le retour en grâce de cet objet, désormais aux mains de toutes les dames.

### Une adresse prestigieuse, 15 rue de la Paix
La maison ouvre une boutique au 15, rue de la Paix, tandis que les ateliers sont installés au 17, passage des Panoramas. Le quartier de la place Vendôme commence tout juste une nouvelle mue ; il deviendra bientôt le centre névralgique du luxe et de la haute joaillerie. Aujourd'hui[Quand ?], la boutique Duvelleroy est installée 17 rue Amélie dans le 7ᵉ arrondissement de Paris. 

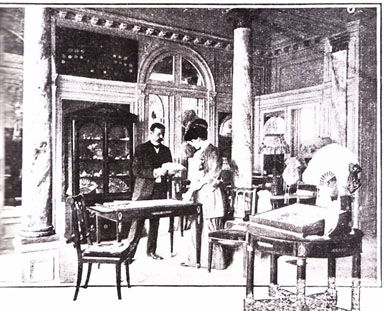
Boutique Duvelleroy. Fin XIXe

### Création et fabrication: l’exigence d’un pionnier
Jean-Pierre Duvelleroy s’entoure des meilleurs tabletiers, alors établis dans l’Oise, pour fabriquer des montures d’éventails en bois, en corne, en nacre, en ivoire et en écaille… Il collabore avec les graveurs et les peintres les plus en vue pour décorer les feuilles de ses éventails, allant jusqu’à s’entourer d’artistes comme Ingres ou Delacroix pour certaines pièces exceptionnelles.
Sous sa conduite, l’éventail couture va connaître son heure de gloire : les feuilles d’éventails en tulle, en gaze de soie, en dentelle et en organza sont rebrodées de paillettes ; on leur imprime de nouvelles coupes, et les plumes travaillées en marquèterie créent des motifs inédits.

### La reconnaissance, à l’heure des Expositions universelles
Pendant vingt ans, le fondateur de la maison Duvelleroy œuvre pour faire reconnaître la profession d’éventailliste, contribuant à de nombreuses innovations et brevets. Aussi adresse-t-il en 1851 une lettre à Natalis Rondot, membre du jury et rapporteur de la commission de l’Exposition universelle de Londres, pour défendre sa vision du métier. Cette année-là, Duvelleroy reçoit le premier prix (« prize medal ») au Crystal Palace. De nombreuses médailles d’or seront par la suite décernées à la maison. Les Duvelleroy père et fils seront successivement président de la Chambre syndicale des éventaillistes. Ils recevront tous les deux la Légion d’honneur à ce titre.

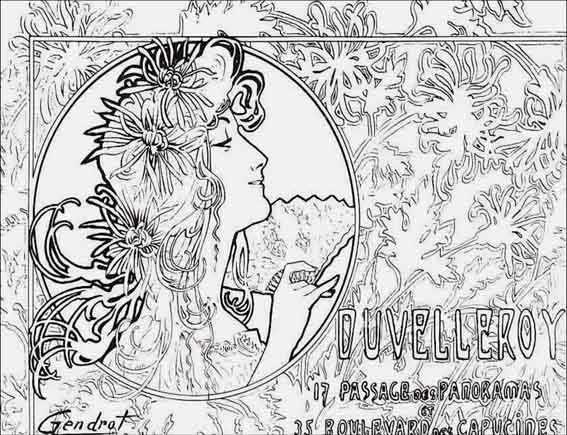
Publicité Duvelleroy par Gendrot.1905

### Duvelleroy, «fournisseur de toutes les cours»
Après avoir créé un éventail figurant la famille royale d’Angleterre d’après l’œuvre de Winterhalter, Duvelleroy est nommé fournisseur officiel de sa majesté la reine Victoria, et ouvre une succursale à Londres. Très vite, les éventails de la maison sont exportés dans toutes les cours d’Europe. En 1853, Duvelleroy se voit confier la réalisation d’un éventail pour la corbeille de mariage d'Eugénie de Montijo. La maison est nommée fournisseur exclusif de la ville de Paris. À ce titre, elle réalise les éventails offerts aux épouses de chef d’État en visite officielle, telles que l’impératrice de Russie, la reine de Suède, la reine du Danemark ou la reine de Bulgarie.

### Le langage de l’éventail par Duvelleroy
Jean-Pierre Duvelleroy transmet la succursale de Londres à son premier fils Jules, né hors mariage, tandis qu’il confie la direction de la maison parisienne à son fils légitime, Georges Duvelleroy. Jules développe un temps la maison en Angleterre, où il publie le langage de l’éventail : « Suivez-moi », dit l’éventail tenu devant le visage…« Allez-vous en », implore l’éventail frôlant l’oreille…  « Vous avez changé », « Nous sommes observés », « Je vous hais », « Je vous aime », « Embrassez-moi »… Toute une gestuelle qui se serait codifiée au cours du temps, décryptée par Duvelleroy dans un petit fascicule[réf. nécessaire].

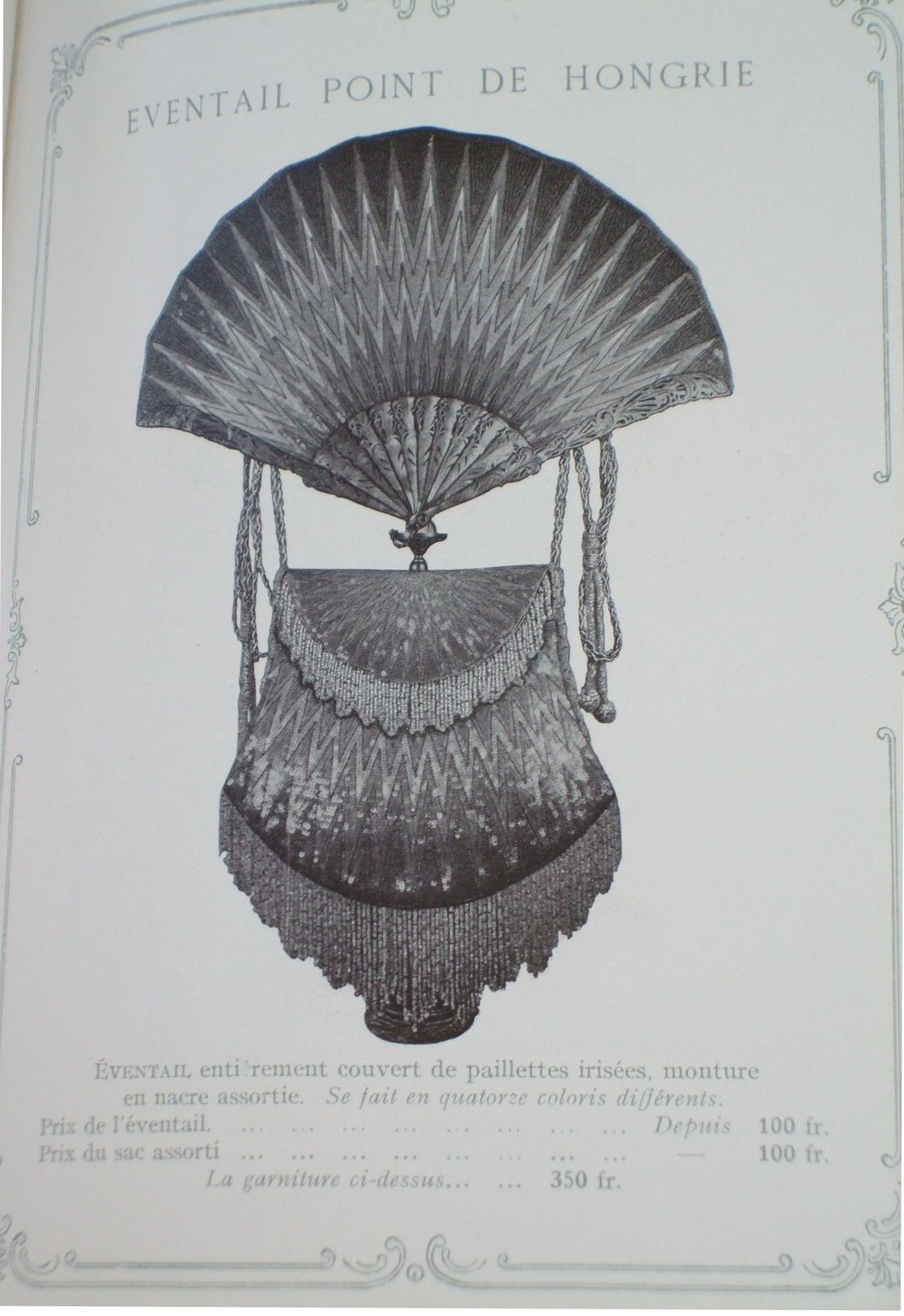
Éventail et sac du soir Duvelleroy, 1890

### Duvelleroy, maroquinier
Depuis les origines, Duvelleroy crée des sacs du soir et des sacs de ville permettant aux clientes de transporter avec style leurs précieux accessoires. 
Bourses brodées au fil, sacs perlés, aumônières sont présentées aux côtés des éventails dans les catalogues et dans les boutiques parisiennes. 

### Duvelleroy et l’Art nouveau
L’Art nouveau ouvre une période stylistique très riche pour Duvelleroy. Les éventails et les sacs du soir s’ornent de fleurs et de femmes, souvent peintes par Billotey, Louise Abbéma ou Maurice Leloir. 
Deux icônes de la maison sont nées à cette époque : l’éventail « ballon », à la feuille très arrondie, et la marguerite Duvelleroy, estampée au creux de chaque rivure d’éventail.

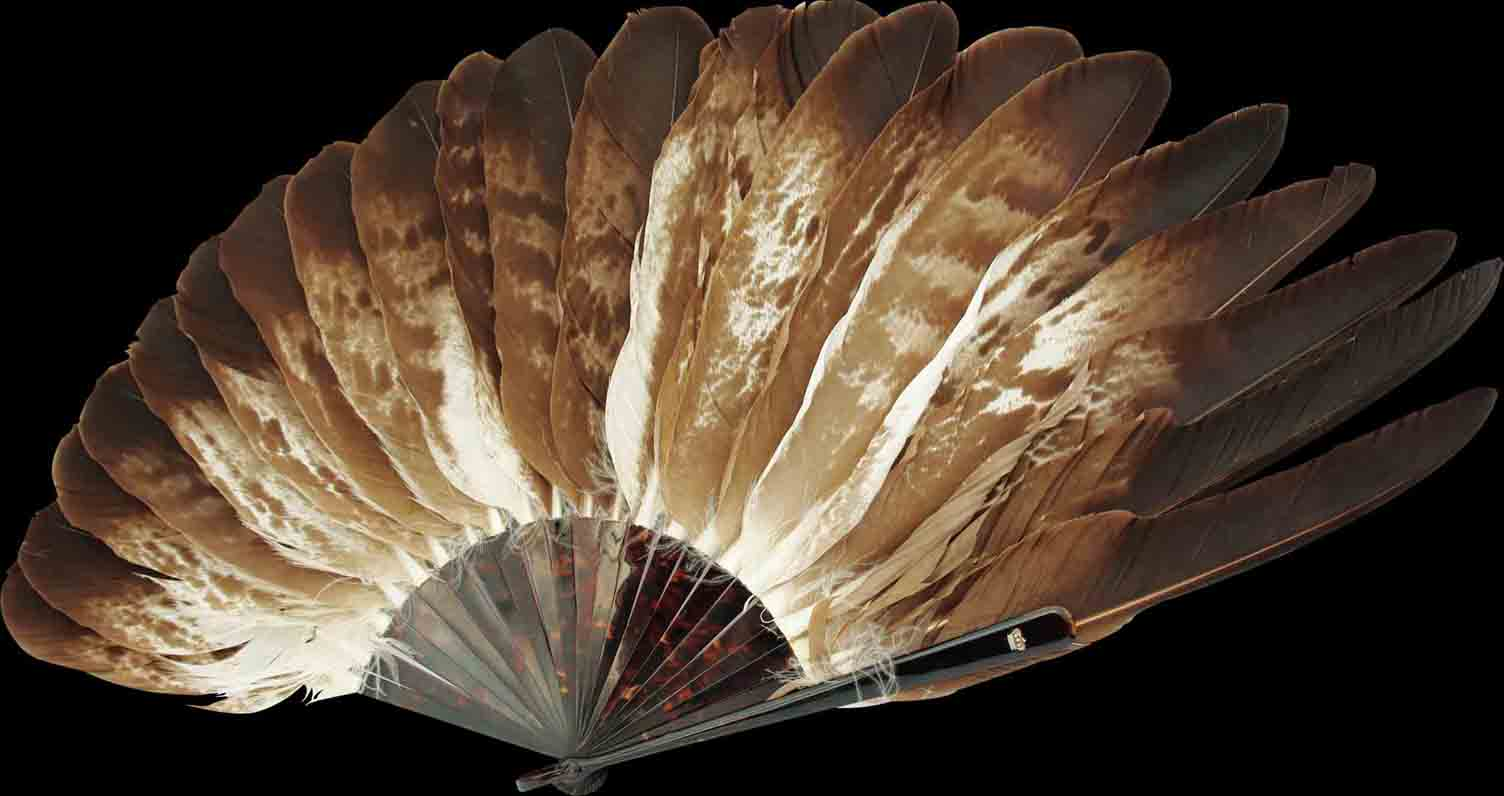
Eventail Duvelleroy, monture en écaille, plumes d'aigle de Hongrie.

### L’entre-deux-guerres ou le chant de cygne de l’éventail
Après la Première Guerre mondiale, la production d’éventails de mode, aux feuilles textiles, décline au profit de celle d’éventails publicitaires, aux feuilles de papier. De nombreux éventails Duvelleroy commémorant la victoire des Alliés sont aujourd’hui conservés au musée de l’Armée.
Pendant l’entre-deux-guerres, Duvelleroy crée surtout des éventails en plumes d’autruche, pour parer les garçonnes des années folles. Georges Duvelleroy transmet son savoir-faire à Madeleine Boisset, peintre éventailliste, tandis que sa fille reprend les rênes de l’entreprise. L’éventail de Farida Zulfikar pour ses noces avec le roi Farouk d’Égypte, en 1938, sera la dernière commande royale de la maison. Les sacs du soir prennent le relais et permettent un temps de maintenir l'activité de la Maison. 

### 1940-1981: la survie de la maison
En 1940, Jules-Charles Maignan, ancien des Galeries Lafayette, reprend la maison auprès des arrière-petits-enfants du fondateur. Madeleine Boisset, longtemps élève de Georges Duvelleroy, garantit un temps la continuité de savoir-faire. Jusqu’à ce qu’advienne une tragédie : son activité de Résistante découverte, elle est déportée au camp de Ravensbruck. Elle meurt en 1945. C’est auprès d’elle que le jeune Michel Maignan a découvert le monde de l’éventail. En mai 1944, Michel Maignan avait moins de 4 ans.
Duvelleroy est l’une des seules maisons d’éventails à avoir perduré après-guerre. Peu à peu, l’éventail a délaissé les mains des femmes pour devenir l’apanage de collectionneurs. Pendant les Trente Glorieuses, Duvelleroy survit grâce à la maroquinerie. 

### 1981-2009: la sauvegarde d’un patrimoine
Par devoir de mémoire, Michel Maignan a conservé le fonds Duvelleroy que son grand-père lui a transmis en 1981. Ce fonds comprend les éventails, les outils de fabrication, les matières et le mobilier de la maison rassemblés depuis la fondation de cette dernière en 1827. « Je te le donne pour que tu en fasses quelque chose », avait-il dit. Dès 1986, paraît au musée Galliera une exposition consacrée à l’Éventail, miroir de la Belle Époque : on y fait la part belle aux éventails de la maison. Depuis, de nombreuses publications et expositions ont vu le jour, qui font référence à Duvelleroy. En 1995, une exposition en Angleterre lui est entièrement consacrée : Duvelleroy, King of Fans, Fanmaker to Kings.

### 2010: le renouveau créatif
En 2010, Michel Maignan s'associe à Eloïse Gilles et Raphaëlle Le Baud, deux jeunes femmes passionnées issues du luxe et de la mode, pour relancer, à travers la Maison Duvelleroy, la création d’éventails de haute façon. Sous leur égide, Duvelleroy redevient une marque de luxe emblématique du savoir-faire français. 
En 2012, Duvelleroy est labellisé Entreprise du Patrimoine Vivant grâce au savoir faire de Frederick Gay, l'éventailliste de la Maison.  